# 万泽勒
万泽勒（法語：Vinzelles，法語發音：[vɛ̃zɛl]）是法国索恩-卢瓦尔省的一个市镇，属于马孔区。

## 地理
万泽勒（46°16'19"N, 4°46'6"E）面积4.43 平方千米，位于法国勃艮第-弗朗什-孔泰大區索恩-卢瓦尔省，该省份为法国中部省份，北起顺时针与科多尔省、汝拉省、安省、罗讷省、卢瓦尔省、阿列省和涅夫勒省接壤。
与万泽勒接壤的市镇（或旧市镇、城区）包括：马孔、尚特雷、菲塞、瓦雷讷莱马孔。
万泽勒的时区为UTC+01:00、UTC+02:00（夏令时）。

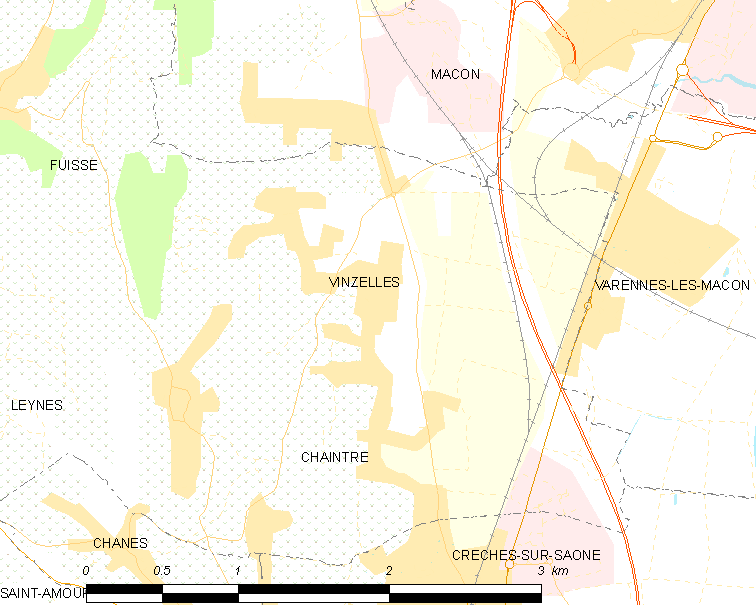
万泽勒的OSM定位图

## 行政
万泽勒的邮政编码为71680，INSEE市镇编码为71583。

## 政治
万泽勒所属的省级选区为拉沙佩勒德甘谢县。

## 人口

1962-2008年间万泽勒人口变化图示

万泽勒于2022年1月1日时的人口数量为762人。